# Fosfatreaktor

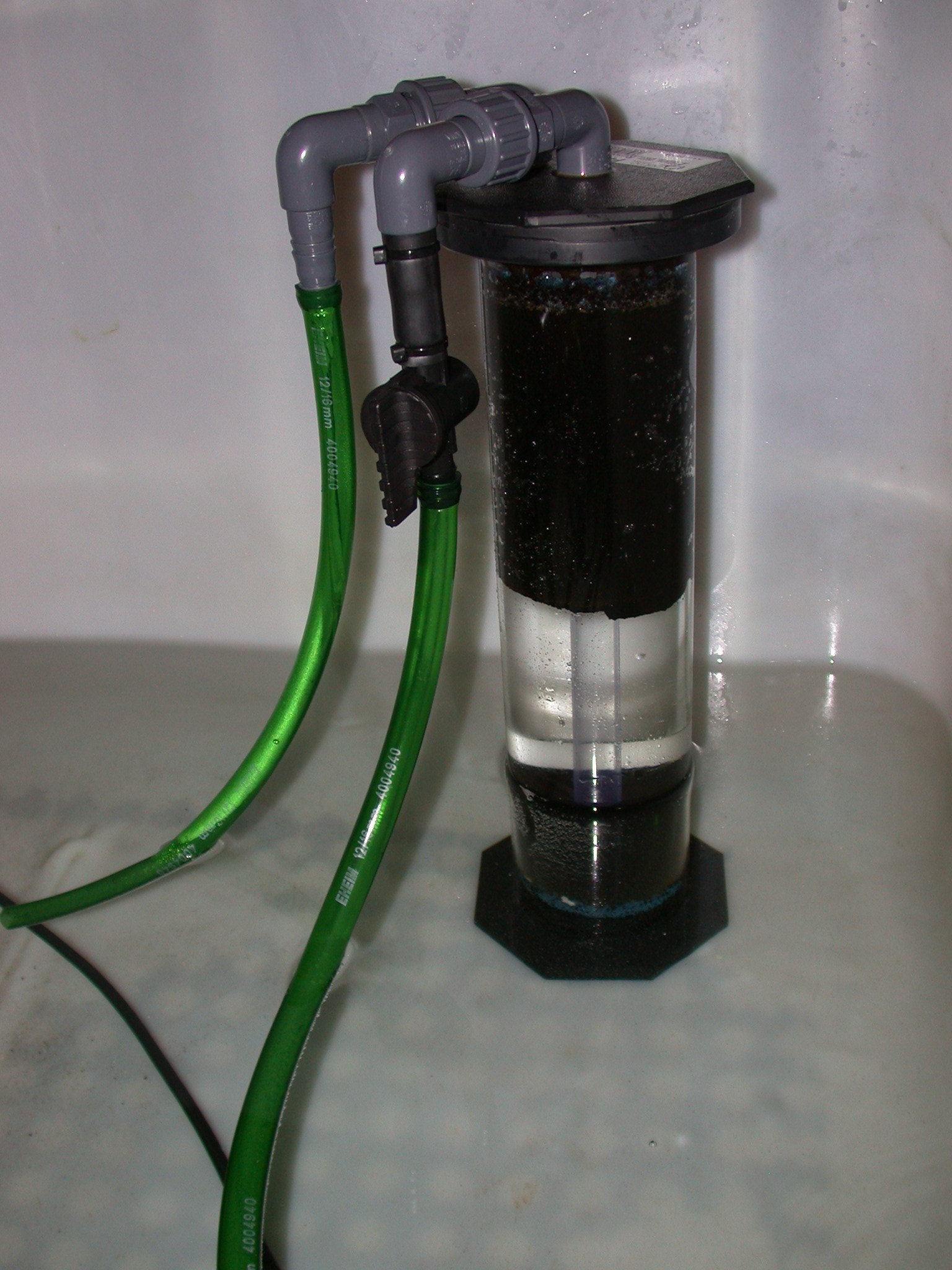
En fosfatreaktor från Deltec innehållande Rowaphos

Fosforcykeln

Fosfatreakorer används inom saltvattensakvaristiken för att minska innehållet av fosfater i vattnet. Fosfater kan lösas ut i vattnet under den kemiska process där bakterier omvandlar sulfat till sulfid och nitrat till nitrit och kvävgas. Tillförsel av fosfat till vattnet kan också ske via det vatten man tillför. Filtrering av vattnet genom till exempel omvänd osmos kan reducera denna risk men inte elimera den helt. Men den antagligen största källan till fosfat i ett akvarium är maten som man ger till akvariets invånare. Värden högre än 0,045 ppm mätt som ortofosfat (PO43−) eller 0,015 ppm mätt som fosfat-fosfor (PO4-P) kan orsaka problem i akvariet. För mycket fosfat i vattnet kan ge oönskad växt av alger och störa upptagandet av kalcium hos koraller.